# دون غاريسون
دون غاريسون هو سياسي أمريكي، ولد في 23 مايو 1925 في لوس أنجلوس في الولايات المتحدة، وتوفي في 13 أغسطس 2018. انتخب عضو مجلس نواب تكساس ‏.